# Großes Haus von Aachen

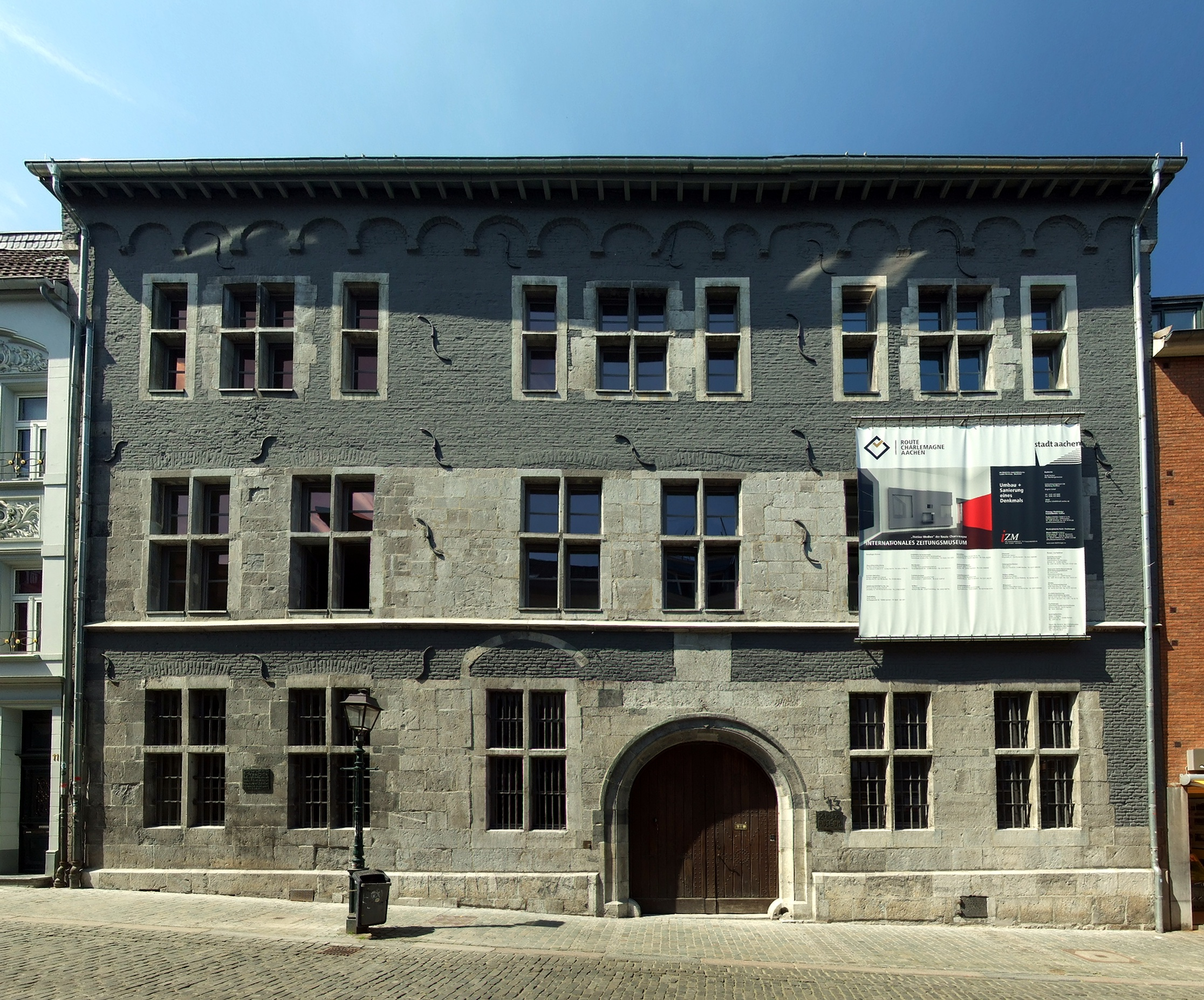
Großes Haus von Aachen

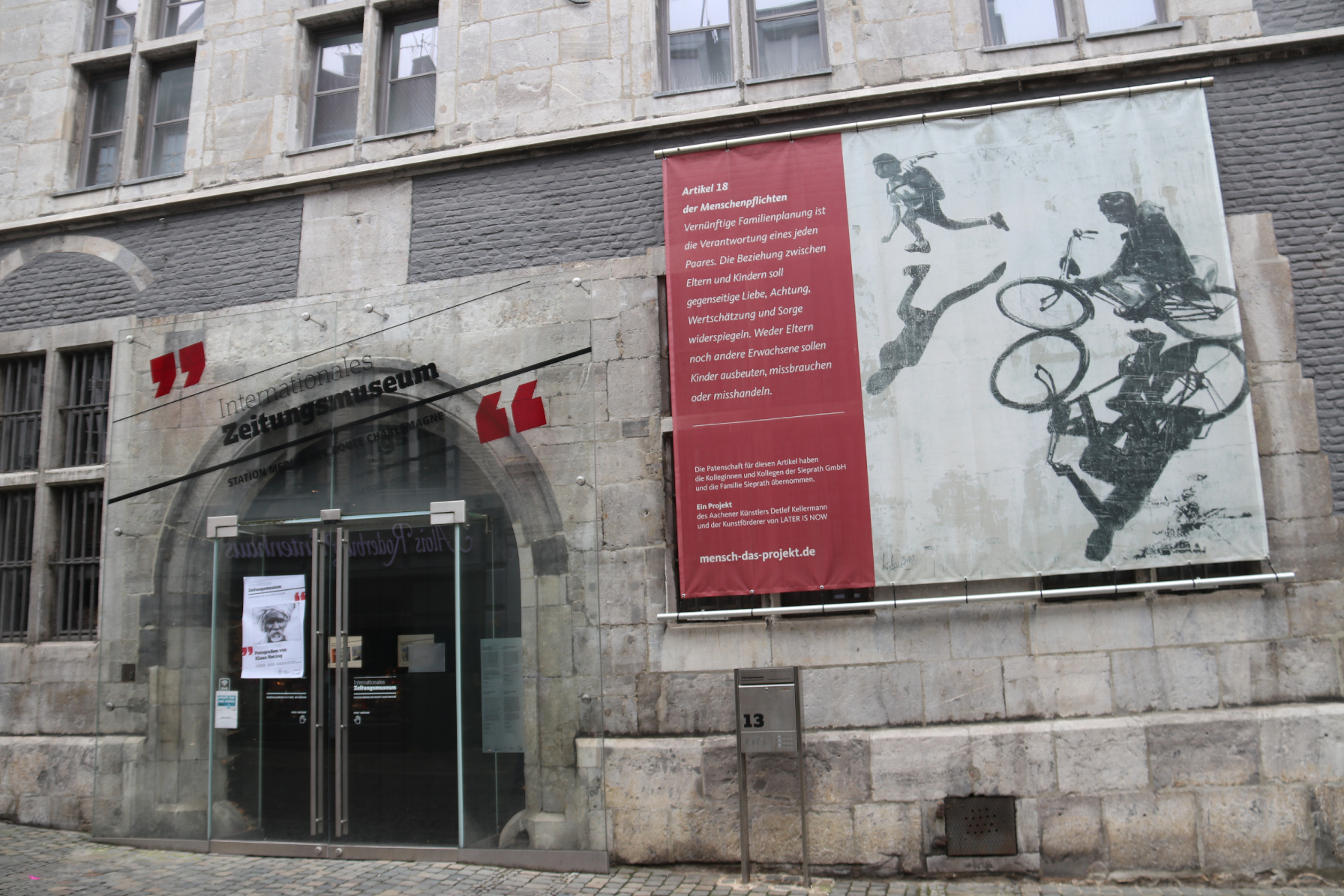
Ansicht 2019

Das Große Haus von Aachen ist eines der ältesten erhaltenen Wohnhäuser in der Stadt Aachen. Seine Bedeutung als Baudenkmal liegt darin, dass es den Aachener Stadtbrand von 1656 weitgehend unbeschädigt überstanden hat. Das Gebäude beherbergt heute das Internationale Zeitungsmuseum.

## Geschichte
Das Große Haus befindet sich an der Pontstraße, einer auf den römischen Siedlungsgrundriss zurückgehenden Verbindungsstraße zwischen dem Marktplatz und der nördlichen Stadtbefestigung der mittelalterlichen Stadt. Das Gebäude entstand um 1495 durch die Zusammenlegung zweier älterer Wohnhäuser, wie es die Inschrift in einem Korbbogen einer vermauerten Tür belegt. Heinrich Dollart hatte 1493 das sog. Haus Rupenstein und das benachbarte Haus gekauft, ließ beide Häuser abreißen und auf dem Doppelgrundstück ein neues Haus zu errichten. Die beiden unteren Geschosse des heutigen Gebäudes stammen aus dieser Zeit, das Obergeschoss hingegen aus der Zeit der Renaissance. Die Geschichte des Großen Hauses ist eng mit der Metallindustrie verknüpft, die in der Wirtschaftsgeschichte Aachens eine bedeutende Rolle spielte. Der Erbauer Heinrich Dollart gründete 1497 ein Metallwerk mit Hochofen und Schmiede im nahe gelegenen Stolberg, das bis heute seinen Namen trägt: Dollartshammer. Er selbst wurde 1506 aufgrund eines Silberdiebstahls hingerichtet. Im 16. Jahrhundert ging das Haus in den Besitz einer Handelsgesellschaft aus Antwerpen über und diente als Umschlagplatz für Galmei.
Nach dem Stadtbrand von 1656 erwarb die Stadt Aachen am Samstag, den 29. Mai 1666 das Gebäude. Sie tauschte es gegen das Haus zum Pfau und nutzte es als Pferdestall und seit 1717 als Aufstellungsort der öffentlichen Waage, die sich zuvor seit 1656 im großen Klüppel befand. In der französischen und preußischen Epoche diente das Große Haus als Zollamt, Salzfaktorei, Polizeidirektion, Gefängnis und Kunstgewerbemuseum. 1828 entwarf Adam Franz Friedrich Leydel einen Plan zur Umgestaltung in eine Mädchenschule. Zur Polizeidirektion mit Gefängnis wurde es 1851 bis 1854 von Stadtbaumeister Friedrich Joseph Ark umgebaut. In der Besatzungszeit nach dem Ende des Ersten Weltkrieges war es Sitz der belgischen Armee. Wenig später wurde im Großen Haus das Kunstgewerbemuseum eingerichtet und seit 1931 ist das Zeitungsmuseum der Stadt Aachen dort untergebracht.
Von 2009 bis 2011 wurde das Große Haus im Kontext des Projekts Route Charlemagne nach den Plänen von Fischerarchitekten (Aachen) umgebaut. Im Rahmen des Umbaus wurde das Gebäude modernisiert und mit einem rückwärtigen Anbau ergänzt. Der historische Teil des Gebäudes wurde zum Zeitungsmuseum, einem multimedialen Zentrum mit Ausstellungsräumen und Museumscafé, umgestaltet. Während der Arbeiten kamen neue Details der Baugeschichte ans Licht. So konnte der Dachstuhl des rückwärtigen Gebäudeteils auf die Zeit unmittelbar nach dem Stadtbrand datiert werden. Im Keller wurde ein Boden aus der Entstehungszeit des Hauses entdeckt.

Ausstellungsobjekte als Kunstgewerbemuseum
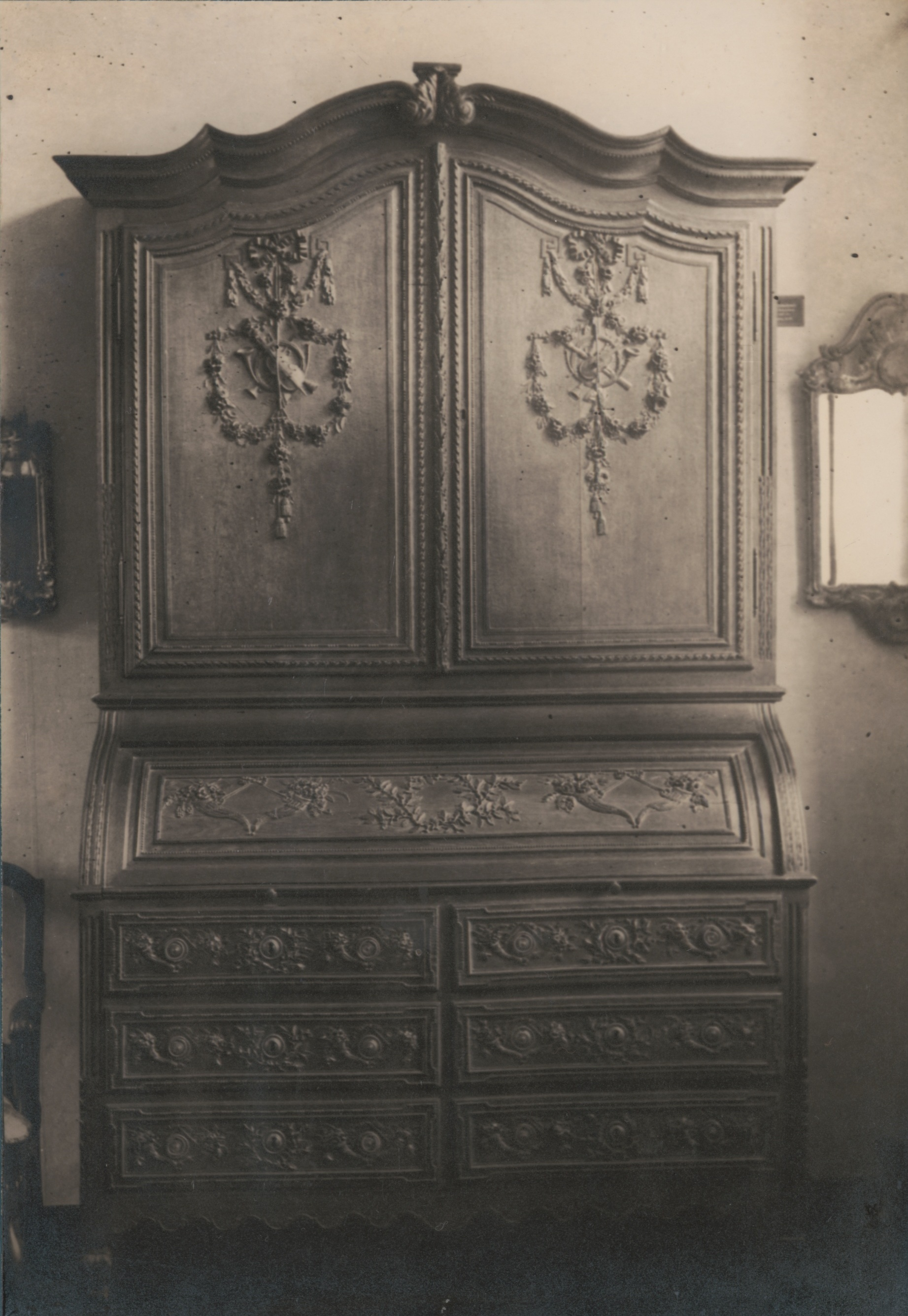
Schrank Louis XVI
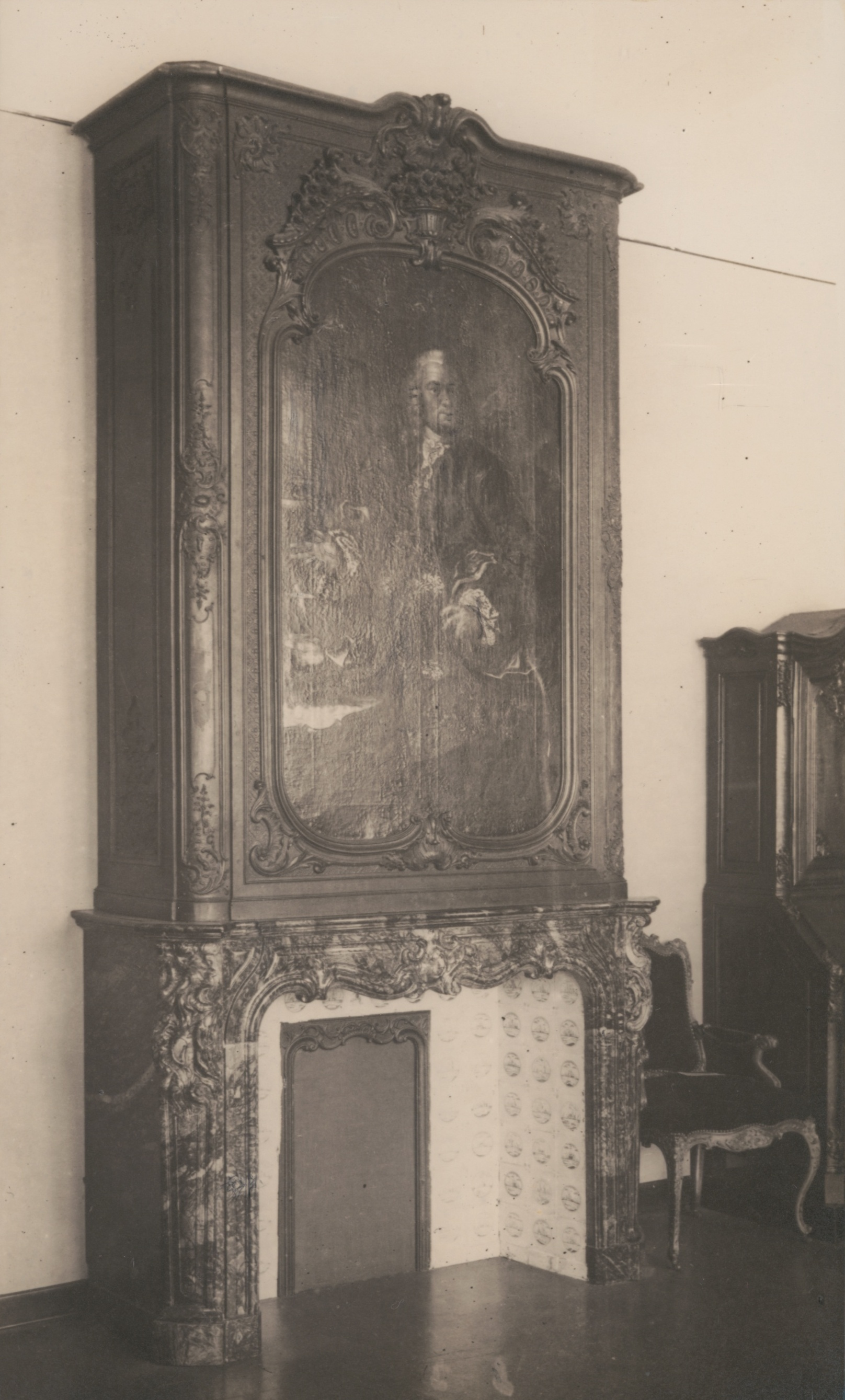
Kamin aus dem Wespienhaus
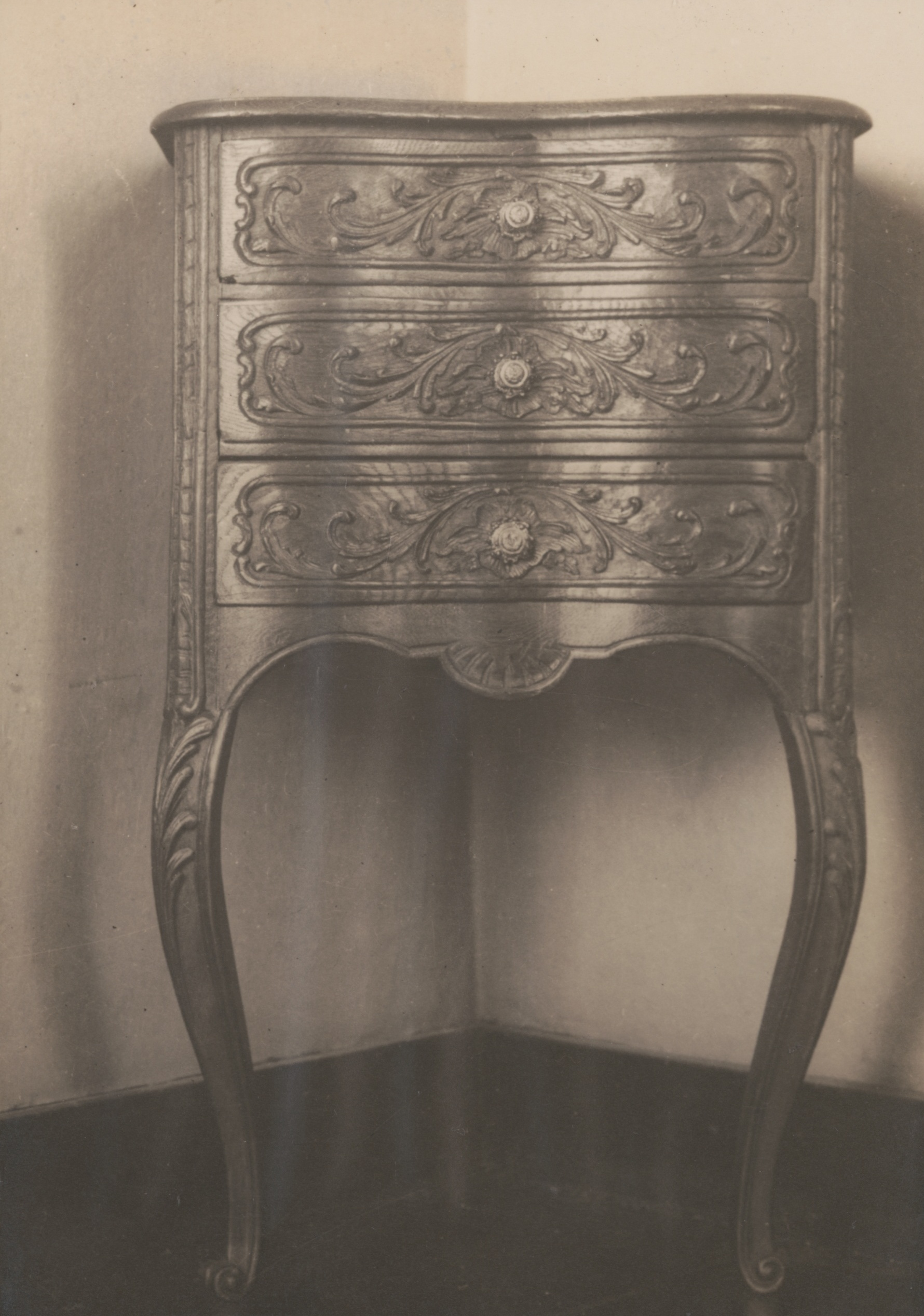
Eckschränkchen (Louis XVI)
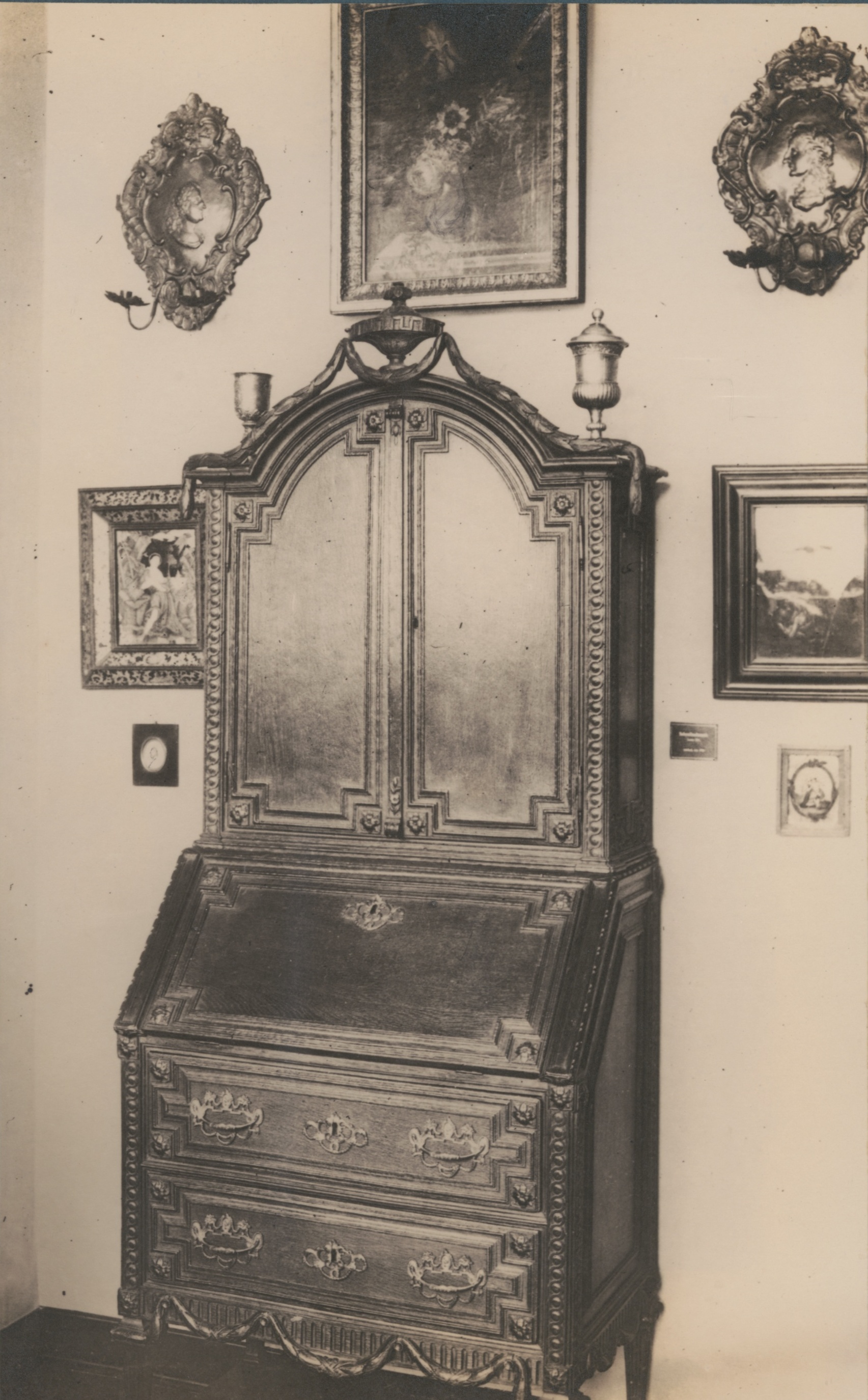
Schrank (Louis XVI)

## Denkmälerverzeichnis
1977 wurde das Große Haus von Aachen vom Landeskonservator Rheinland im Denkmälerverzeichnis eingetragen:

„Pontstr.13 Großes Haus von Aachen, jetzt Zeitungsmuseum

1495;

3geschossiger spätgotischer Backsteinbau in 6 breiten Achsen; die Fensterzone des EG (mit Portal) und des 1. OG mit Blaustein verblendet; Kreuzstockfenster; hofseitig 2geschossiger Flügel mit Werksteinverblendung“